# Halectinosoma perforatum
Halectinosoma perforatum is een eenoogkreeftjessoort uit de familie van de Ectinosomatidae. De wetenschappelijke naam van de soort is voor het eerst geldig gepubliceerd in 1981 door ItôTat.